# Cladonia bahiana
Cladonia bahiana Ahti (1995), è una specie di lichene appartenente al genere Cladonia,  dell'ordine Lecanorales.
Il nome proprio deriva dallo stato brasiliano di Bahia, dove il lichenologo Stenroos trovò i primi esemplari nel 1994, poi classificati come specie nuova da Ahti l'anno successivo.

## Caratteristiche fisiche
Il fotobionte è principalmente un'alga verde delle Trentepohlia.

## Località di ritrovamento
La specie è stata rinvenuta nelle seguenti località:
- Brasile (Serra do Trombador, nello stato di Bahia, e nel Minas Gerais).

## Tassonomia
Questa specie è attualmente ascritta al supergruppo Crustaceae e alla sezione Perviae, anche se alcuni autori non concordano; a tutto il 2008 non sono state identificate forme, sottospecie e varietà.